# Jos Huypens
Jos Maria Alfons Huypens (Geel, 7 maart 1948 – Leuven, 29 november 2022) was een Belgisch journalist, redacteur, docent en auteur.

## Levensloop
Huypens studeerde communicatiewetenschappen aan de Katholieke Universiteit Leuven, alwaar hij in 1971 promoveerde tot doctor in de sociale wetenschappen, specialisatie communicatiewetenschappen.
Hij begon zijn carrière bij het Leuvense kantoor van de Gazet van Antwerpen, waar hij in 1978 kantooroverste werd. Hij verhuisde nadien naar Antwerpen, waar hij de Antwerpse redactie leidde. In 1985 werd hij adjunct-hoofdredacteur en in december 1991 hoofdredacteur van deze krant in opvolging van Lou De Clerck, een functie die hij uitoefende tot 1996 toen hij werd opgevolgd in deze hoedanigheid door Luc Van Loon.
Tot 2013 was hij hoofddocent communicatiewetenschappen aan de Universiteit Antwerpen en UAMS.
Hij overleed op 74-jarige leeftijd thuis te Leuven.